# Louvois
Louvois is een plaats en voormalige gemeente in het Franse departement Marne in de regio Grand Est en telt 356 inwoners (1999). De plaats maakt deel uit van het arrondissement Épernay.
Louvois staat op de lijst van grand cru-gemeenten van de Champagne. Dat betekent dat alle druiven uit de wijngaarden binnen de voormalige gemeente, ongeacht de bodem en de ligging, een "grand cru" champagne leveren.

## Geschiedenis
Louvois maakte deel uit van het kanton Ay totdat dit op 22 maart 2015 werd opgeheven en de gemeente werd opgenomen in het kanton Épernay-1. Op 1 januari 2016 fuseerde Louvois met Tauxières-Mutry tot de commune nouvelle Val de Livre.

## Geografie
De oppervlakte van Louvois bedraagt 12,2 km², de bevolkingsdichtheid is 29,2 inwoners per km².
De onderstaande kaart toont de ligging van Louvois met de belangrijkste infrastructuur en aangrenzende gemeenten.

## Demografie
Onderstaande figuur toont het verloop van het inwonertal (bron: INSEE-tellingen).